# Ił-1
Ił-1 – radziecki ciężki samolot myśliwski z okresu II wojny światowej.

## Historia
Na początku 1944 roku biuro konstrukcyjnym Iljuszyna otrzymało zlecenie z Komisariatu Obrony ZSRR na opracowanie ciężkiego jednomiejscowego samolotu myśliwskiego o silnym uzbrojeniu i opancerzeniu, który jednocześnie mógłby spełniać rolę samolotu szturmowego.
Projekt takiego samolotu oznaczonego jako Ił-1 powstał w krótkim czasie i był to jednosilnikowy dolnopłat o konstrukcji metalowej, opancerzony korpus osłaniał silnik, układ zasilania, układ chłodzenia i kabinę pilota. Część ogonowa kadłub miała konstrukcję drewnianą. Napęd stanowił silnik rzędowy AM-42 chłodzony cieczą. Według założeń samolot miał rozwijać na średnich wysokościach prędkość co najmniej 600 km/h.
Prototyp samolotu został oblatany 19 maja 1944 r. przez pilota doświadczalnego W. Kokkinaki. Samolot łatwo wykonywał figury wyższego pilotażu, lecz okazało się, że prędkość maksymalna jest mniejsza niż założono, gdyż osiągnięto zaledwie 580 km/h na wysokości 3260 m. Taka prędkość nie była odpowiednia dla samolotów myśliwskich, dlatego też wkrótce po wykonaniu pierwszego lotu zaniechano dalszych prac nad tym samolotem, poprzestając na budowie tylko jednego prototypu.
Opracowany dla tego samolotu mechanizm chowanego podwozia oraz kształt pancernego korpusu wykorzystano natomiast w konstrukcji samolotów szturmowych Ił-8 i Ił-10.

## Użycie w lotnictwie
Samolot Ił-1 wykonał w zasadzie tylko jeden lot doświadczalny, po czym prace nad jego konstrukcją zakończono. 

## Opis konstrukcji
Samolot Ił-1 był jednosilnikowym dolnopłatem z zakrytą kabiną załogi. Konstrukcja mieszana, przednia cześć kadłuba metalowa, część ogonowa drewniana. Przednia część osłonięta korpusem pancernym, który zabezpieczał silnik, układ zasilania, układ chłodzenia i kabinę pilota. Napęd stanowił jeden silnik rzędowy, 12-cylindrowy w układzie V, chłodzony cieczą. Podwozie klasyczne chowane w locie, koła przednie w czasie lotu chowały się w centropłat, także kółko ogonowe był chowane  w specjalnej komorze w tylnej części kadłuba.
Samolot był uzbrojony w 2 działka lotnicze kal. 23 mm umieszczone w skrzydłach, z zapasem 150 naboi na każde z nich. Dla obrony przed atakami z tyłu i z dołu pilot dysponował wyrzutnią kasetową z 10 granatami lotniczymi AG-2 opadającymi ze spadochronami.